# 소아 특발성 관절염
소아 특발성 관절염, 소아 류마티스 관절염, 연소성 류마티스 관절염(Juvenile idiopathic arthritis, JIA)은 어린이 1,000명 중 약 1명 꼴로 발병하는 흔한 만성 류마티스 아동 질환이다. 여기서 소아는 16세 미만에 발병하는 질환을 뜻하며 특발성은 병인을 정의하지 못함을 의미하며 관절염은 관절에 염증이 있음을 의미한다.
이 질환은 자가 면역이며 감염되지 않는 염증성 관절질환이며 병인은 정확히 식별되지 않고 있다.

## 사회
이 질환에 시달린 저명한 인물들은 다음과 같다:
- 안토니 가우디: 건축가[3]
- 클락 미들턴: 배우
- 클레어오: 싱어송라이터